# Corfitz Tønnesen Viffert

vapen för danska adelsätten Viffert

Corfitz Tønnesen Viffert, död 17 januari 1592 på Kalundborgs slott, var ett danskt riksråd.
Corfitz Viffert innehade ämbeten vid det danska hovet under 1560-talet och var i detta arbete också emissarie till Erik XIV. Under nordiska sjuårskrigets senare år var han också proviantmästare vid den danska armén. Han var därefter styresman över Katslösa i Skåne  och senare också bland annat över Helsingborg (1573-76), Malmöhus (1580-89) och Kalundborg (1591-92).
Han blev riksråd 1581 och landsdomare över Skåne 1585-89. Han var också privat godägare av Næs (numera Lindenborg i Himmerland och gården Tybrind vid Lilla Bält på Fyn.
Corfitz Tønnesen Viffert var sannolikt byggherre under 1580-talet till Karl XII-huset i Lund.